# 旭屋書店
株式会社旭屋書店（あさひやしょてん）は、 大阪府大阪市北区に本社を置く日本の書店。紀伊國屋書店の子会社で近畿地方で4店舗を展開。関連会社に東京旭屋書店がある。

## 沿革
- 1946年（昭和21年） - 産経新聞社長の早嶋喜一が大阪市北区梅田の大阪駅前で「旭屋商店」を創業。社名は、喜一の生地である岡山県の河川、旭川に由来。雑貨・化粧品の販売から始め、翌1947年に書店「旭屋書店」となる。
- 1947年（昭和22年） - 株式会社旭屋書店を設立。
- 1955年（昭和30年） - 関連企業として、株式会社産経学園を創設。
- 1963年（昭和38年）
  - 関連会社として、株式会社地下街書店を設立。
  - 11月 - 梅田地下街店を開店。
- 1964年（昭和39年）1月31日 - 深夜、隣接するパチンコ店から出た火が燃え移り、書店本館の1階、2階が全焼。
- 1965年（昭和40年）
  - 関連会社として、株式会社東京旭屋書店を設立。
  - 11月1日 - 銀座東芝ビルに銀座店を出店し、東京進出[1]。
- 1966年（昭和41年） - 当時社長であった早嶋喜一が全日空羽田沖墜落事故で死去、65歳没。これにより息子の早嶋健が継ぐ。
- 1968年（昭和43年） - 関連企業として、株式会社旭屋出版を設立。
- 1969年（昭和44年） - 本店を大阪駅前再開発により御堂筋東側の曾根崎に移転。
- 1975年（昭和50年） - 水道橋店開業。
- 1977年（昭和52年） - 札幌店開業、北海道に進出（2003年、札幌駅前に移転）。
- 1983年（昭和58年） - 関連企業として、ASAHIYA BOOKSTORES HONG KONG LTD.を設立。
- 1986年（昭和61年）
  - 関連企業として、ASAHIYA BOOKSTORES U.S.A INC.を設立。
  - 3月 - アメリカカリフォルニア州ロサンゼルスのダウンタウンにアメリカ第1号店開業（現・ソーテル店）。
- 1989年（平成元年）9月 - ASAHIYA BOOKSTORES OF CHICAGO INC.が、シカゴ店を開店。
- 1993年（平成5年）
  - 関連会社として、株式会社ブックスあさひやを設立。
  - 4月 - ASAHIYA BOOKSTORES NEW YORK INC.が、ニューヨーク店を開店。
- 2000年（平成12年）
  - 1月 - ネットダイレクト旭屋書店（オンライン書店）を開設。
  - 3月 - プラッツ近鉄（京都近鉄百貨店京都店）に京都店開業。京都府の書店として初の1000坪を超える店舗となる。

- 2003年（平成15年）3月 - 堺東店閉店。
- 2004年（平成16年）11月 - イオンモールりんくう泉南店開店。
- 2005年（平成17年）
  - 3月 - 名古屋ラシック店開業。東海地方に進出。
  - 5月 - イオンモール宮崎店開業。
  - 9月 - 渋谷店閉店。
  - 12月 - 早嶋健社長が病気により没。これにより、息子の早嶋茂が継いだ。
- 2006年（平成18年）
  - 5月 - イオン浦和美園ショッピングセンター（現・イオンモール浦和美園）店、モレラ岐阜店開業。
  - 7月 - ASAHIYA CULTURE SQUARE イオン奈良登美ヶ丘店開業。
  - 7月 - イオン八幡東店開業。
- 2007年（平成19年）
  - 2月 - 京都店閉店。
  - 4月 - なんばパークスに、書籍と雑貨・リビング用品、カルチャーセンター（産経学園）、カフェ（マザー牧場）を組み合わせた新業態店「KuLaSu season」をオープン。
  - 4月 - イオン高松店開店。
  - 10月 - 旭屋カルチャースクエア イオン鹿児島店開店
  - 12月 - ネットダイレクト旭屋書店を閉鎖、オンライン書店市場から撤退。
- 2008年（平成20年）
  - 2月 - 近鉄桃山店閉店。
  - 3月 - 香港ジャスコ店閉店。
  - 4月 - 銀座店閉店。
  - 6月 - 水道橋店、イオン高松店、堺プラットプラット店、モレラ岐阜店閉店。
  - 7月 - 新金岡店閉店。
- 2009年（平成21年）
  - 1月 - 札幌店閉店、北海道から撤退。
  - 7月 - マリノアシティ福岡店閉店。
- 2011年（平成23年）12月 - 本店閉店。
- 2012年（平成24年）12月 - 株式会社地下街書店、株式会社ブックスあさひやを株式会社旭屋書店に統合。
- 2013年（平成25年）
  - 6月 - アリオ上尾店開店。
  - 7月 - 堂島地下街店閉店。
  - 9月 - アトレヴィ大塚店開店。
  - 9月 - イオンモール鹿児島店閉店。
- 2016年（平成28年）
  - 1月 - アリオ上尾店開店。KuLaSu seasonなんばパークス店閉店。
  - 11月 - イオンモールりんくう泉南店閉店。
- 2017年（平成29年）11月 - イオンモール宮崎店閉店。
- 2018年（平成30年）4月 - カルチュア・コンビニエンス・クラブと資本提携を締結[2]。
- 2019年（平成31年）
  - 1月 - 天王寺ミオ店閉店。
  - 4月 - 株式会社TSUTAYAの子会社となる[3][4]。
- 2020年（令和2年）5月 - 京阪守口店閉店。
- 2024年（令和6年）12月27日 - 紀伊國屋書店が本企業並びに東京旭屋書店の全株式をカルチュア・コンビニエンス・クラブから取得し、 株式会社紀伊國屋書店となる[5][6]。

## 運営店舗

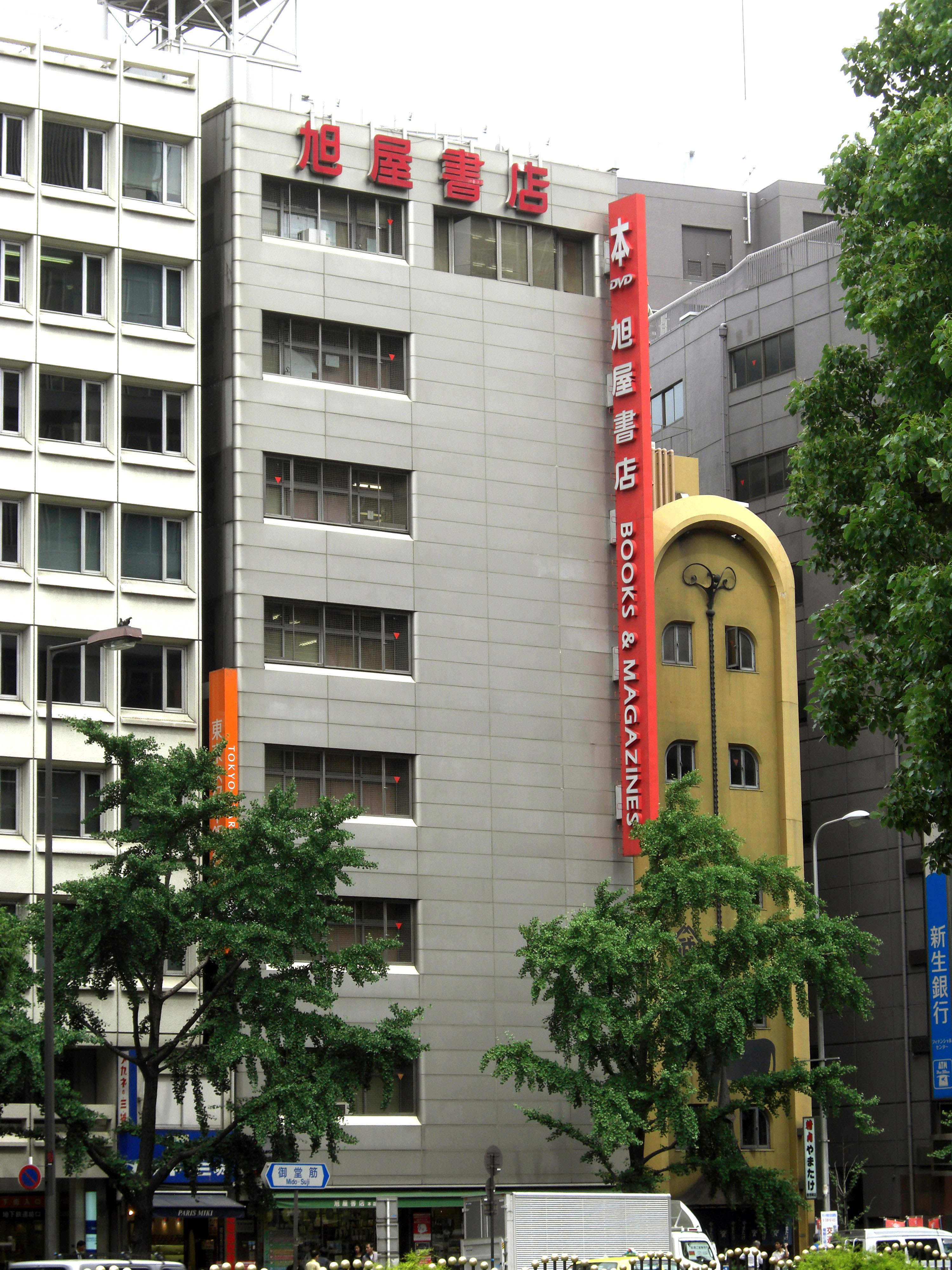
2011年まで営業していたかつての旭屋書店本店

大阪市北区曾根崎にあった本店は「協同組合 大阪有名大店会」の会員でもあった。店舗は7フロアで構成され、専門書・軍事関係・鉄道に強みを持っていた。本店ビルは老朽化が進んでおり、改築のため2011年12月31日をもって閉店した。これに伴い、本店の鉄道コーナーはなんばCITY店に移転した。
当初は「一時閉店」との名目で、ビル建替え後の2015年に再出店する予定であったが、跡地に建設され2015年4月にオープンした「清和梅田ビル」には家賃の高さから旭屋書店は出店していない。
関東地方においては、主に東武鉄道の関連商業施設（東武百貨店、VARIEなど）に出店している。
その他、各店舗の詳細については公式サイトの店舗一覧を参照。

## 過去に存在した店舗

### 国内
- 北海道
  - 旧・札幌店 - 旧エイトデパート、現「アルシュ」の地下1階・地下2階の2フロアで営業。
  - 札幌店（札幌ステラプレイス） - 2009年1月に閉店、現・三省堂書店札幌店[10]。
- 埼玉県
  - 川越店 - アトレマルヒロにテナントとして入居。2005年に閉店。跡地にいけだ書店川越店が入った。
- 東京都
  - 銀座店 - 2008年4月に閉店。
  - 水道橋店 - 2008年6月に閉店。
  - 渋谷店 - 閉店後は跡地にブックファースト文化村通り店が入居したが、それも閉店し、現在はヴィレッジヴァンガード渋谷本店が入っている。
  - ベルビー赤坂店 - 2012年3月に閉店。
- 愛知県
  - 名古屋ラシック店 - 2012年1月15日に閉店。
- 岐阜県
  - モレラ岐阜店 - 2008年6月に閉店。
- 京都府
  - 京都店 - 近鉄百貨店京都店「プラッツ近鉄」閉店、ビル建て替えに伴い2007年2月に閉店。
  - 近鉄桃山店 - 近鉄百貨店桃山店「MOMO」に入居していたが、2008年2月に閉店。
- 大阪府
  - 大阪駅前店（旧本店） - 旭屋書店発祥の地で、現在のヒルトンプラザイースト付近にあった。1983年にヒルトンホテル建設に伴い閉店。
  - 東梅田店 - Whityうめだ・イーストモール扇町・泉の広場に向かって、7-75出入口の2軒隣に出店していた。
  - 堂島地下街店 - 堂島地下センターに出店していたが、2013年7月に閉店。
  - 梅田阪神店 - 阪神百貨店梅田本店にテナントとして入居。
  - 大丸梅田店 - 大丸梅田店の書籍売場として入居。
  - ギャレ大阪店 - JR大阪駅高架下商業施設。
  - リーガロイヤル店
  - KuLaSu seasonなんばパークス店 - なんばパークス5F。2016年1月31日に閉店後、「くまざわ書店」が出店したが、現在はロフトが入る。
  - 近鉄上本町店 - 2009年2月に閉店。閉店後、近鉄百貨店グループの「KINTETSU BOOK CENTER 上本町店」が出店したが、現在はジュンク堂書店が入る。
  - アベノ店 - 旧・高橋ビル2階。1995年9月に閉店（実質は天王寺ミオへ移転）後、「喜久屋書店」が出店したが、阿倍野地区再開発事業に伴い、ビルごと解体（現在はあべのキューズタウンの一部）。
  - アベノ・アポロ店 - あべのアポロ2F。閉店後は「福家書店」が出店したが、後にあべのベルタへ移転した。現在、アベノ店跡から移転した喜久屋書店が営業中。
  - 枚方近鉄店 - 1975年、丸物#ひらかた丸物（後の枚方近鉄百貨店→近鉄百貨店枚方店）6Fに開店。1990年代後半に閉店。
  - 千里中央店 - 2005年7月に閉店。
  - 堺東店 - 高島屋堺店UPル内。2003年1月に閉店。閉店後、「天牛堺書店」が出店したが、その後4Fに移転したが2019年に破産、跡地に丸善が出店。
  - 堺プラットプラット店 - 2008年6月に閉店。閉店後はTSUTAYAになっている。
  - 新金岡店 - しんかなCITY内。2008年7月に閉店。
  - ジャスコシティ日根野店
  - イオンモールりんくう泉南店 - 2016年11月6日閉店。当該店舗の閉店後の跡地と「ソユー ロケットドライブ」の跡地を組み合わせた場所には、未来屋書店とユニクロが出店。
  - 天王寺ミオ店 - 2019年1月6日に閉店。上述のアベノ店から事実上の移転営業をしていた。跡地には3月から紀伊國屋書店が出店。
  - 守口店 - 2020年5月31日に閉店。跡地には6月からくまざわが出店。
- 香川県
  - イオン高松店 - 2008年6月22日閉店。閉店後はフタバ図書GIGA高松店を2008年8月7日に開店したが、2012年8月31日に閉店。その後、宮脇書店イオン高松店が2012年10月6日に開店している。
- 福岡県
  - マリノアシティ福岡店 - 2009年7月20日閉店。
- 宮崎県
  - イオンモール宮崎店 - 2017年11月26日閉店。閉店後は未来屋書店が開店している。
- 鹿児島県
  - イオンモール鹿児島店 - 2013年9月1日閉店。閉店後は未来屋書店が開店している。

### 国外
- 香港ジャスコ店 - 2008年3月に閉店。
- 香港そごう店

## 関連会社
- 株式会社東京旭屋書店 - 池袋・アトレヴィ大塚・船橋・志木・新越谷・イオンモール浦和美園・アリオ上尾を運営。